# Hāna
Hāna (engelska: Hana) är en ort i Maui County i delstaten Hawaii, USA.